# José Girão Pereira
José Girão Pereira (ur. 1 marca 1938 w Vizeli, zm. 23 kwietnia 2015 w Aveiro) – portugalski polityk i prawnik, parlamentarzysta krajowy, eurodeputowany IV kadencji, długoletni burmistrz Aveiro.

## Życiorys
Ukończył studia prawnicze na Uniwersytecie w Coimbrze. Po przemianach politycznych w Portugalii został działaczem Centrum Demokratycznego i Społecznego. W 1976 zwyciężył w pierwszych demokratycznych wyborach na urząd burmistrza Aveiro. Urząd ten sprawował od 1977 do 1994. W 1980, 1983, 1985 i 1991 uzyskiwał mandat posła do Zgromadzenia Republiki z okręgu Aveiro. Od 1994 do 1999 był posłem do Parlamentu Europejskiego IV kadencji.
Odznaczony Orderem Zasługi (2010).